# Daniel Bernoulli
Daniel Bernoulli (n. 8 februarie 1700 – d. 17 martie 1782) a fost un matematician elvețian.
Membru al celebrei familii Bernoulli, a fost fiul lui Johann Bernoulli și a avut ca frați pe Nicolaus II Bernoulli și Johann II Bernoulli.

## Biografie
S-a născut la Groningen. Având aptitudini multilaterale, a dus mai departe tradiția familiei, dedicându-se problemelor fundamentale ale științei acelei epoci. Astfel, s-a ocupat de medicină, filozofie, matematică, mecanică. A fost profesor de anatomie, botanică și fizică la Universitatea din Basel. Între 1725-1733 a lucrat la Academia de Științe din Sankt Petersburg, al cărei membru a fost și în publicațiile căreia a tipărit 47 de memorii științifice. A purtat corespondență cu Antioh Dimitrievici Cantemir.
Daniel Bernoulli s-a născut în Groningen, în Țările de Jos, într-o familie de matematicieni distinsă, de origine hughenotă. Familia lui Bernoulli a venit inițial din Anvers, la acel moment, în Țările de Jos de Sud, dar a imigrat pentru a scăpa de persecuția spaniolă. După o scurtă perioadă petrecută în Frankfurt, familia s-a mutat la Basel, în Elveția.
Daniel era fiul lui Johann Bernoulli (unul din "dezvoltatorii timpurii" de calcul), nepotul lui Jacob Bernoulli (care "a fost primul care a descoperit teoria probabilității"). El a avut doi frați, Niklaus și Johann II. Daniel Bernoulli a fost descris de W. W. Rouse Ball ca "de departe dintre cei mai puternici Bernoulli mai tineri". Se spune că a avut o relație proastă cu tatăl său. Pe ambele intrând și legarea pentru primul loc într-un concurs științific la Universitatea din Paris, Johann, incapabil să suporte "rușinea" de a fi comparat egal cu fiul său Daniel, Johann l-a dat afara și i-a interzis să mai intre în casă. Johann Bernoulli plagiind, de asemenea, câteva idei-cheie din cartea lui Daniel "Hydrodynamica" în propria sa carte "Hydraulica" pe care a publicat-o înainte de "Hydrodynamica". În ciuda încercărilor lui Daniel la reconciliere, tatăl său a purtat pică până la moartea sa. [4]
În jurul valorii de vârsta școlară, tatăl său, Johann, l-a încurajat să studieze afaceri, acolo fiind recompense sărace așteaptă un matematician. Totuși, Daniel a refuzat, pentru că el a vrut să studieze matematica. Mai târziu, el a cedat dorinței tatălui său și a studiat afaceri. Tatăl său l-a rugat apoi să studieze în medicină, iar Daniel a fost de acord cu condiția ca tatăl său să-l învețe matematica în mod privat, care au continuat pentru ceva timp. [4] Daniel a studiat medicina la Basel, Heidelberg și Strasbourg, și a obținut un doctorat în anatomie și botanică în 1721. [5]
A fost un prieten contemporan și apropiat al lui Leonhard Euler. El a mers la St. Petersburg, în anul 1724 ca profesor de matematică, dar a fost foarte nefericit acolo, și o boală temporară în 1733 i-a dat o scuză pentru a lăsa St. Petersberg. [4] El a revenit la Universitatea din Basel, unde a ocupat succesiv scaunele de medicina, metafizica și filozofia naturală până la moartea sa. [6]
În luna mai, anul 1750 a fost ales membru al Societății Regale. [7]

## Contribuții
De numele său se leagă ecuația lui Bernoulli din dinamica fluidelor, motiv pentru care este considerat creatorul hidrodinamicii.
Daniel Bernoulli a utilizat pentru prima dată conceptul de serii trigonometrice în analiza matematică, cu ajutorul cărora, în 1753, a stabilit ecuațiile de mișcare a corzilor.
În același an, a dat câteva dezvoltări în serii trigonometrice.
Prin cercetările sale, Daniel Bernoulli a ajuns la descoperirea principiului fundamental în fizica matematică, de suprapunere a oscilațiilor liniare și la metoda de rezolvare a ecuațiilor cu derivate parțiale, numită ulterior metoda Fourier, sau metoda undelor staționare, care a jucat un rol important în dezvoltarea analizei matematice în secolul al XIX-lea.
În teoria probabilităților, a aplicat pentru prima dată calculul infinitezimal.

## Scrieri
Cea mai valoroasă scriere a sa este Hydrodinamica, sive de viribus et motibus fluidorum commentarii, apărută în 1738.